# Фридрих (Саксония-Алтенбург)
Вижте пояснителната страница за други личности с името Фридрих.
Фридрих (на немски: Friedrich; * 29 април 1763, Хилдбургхаузен; † 29 септември 1834, Хумелсхайн) от род Ернестини, е от 1780 до 1826 г. херцог на Саксония-Хилдбургхаузен и от 1826 до 1834 г. херцог на Саксония-Алтенбург.

## Живот
Той е единственият син на херцог Ернст Фридрих III Карл (1727 – 1780) от Саксония-Хилдбургхаузен и третата му съпруга принцеса Ернестина Августа София фон Саксония-Ваймар-Айзенах (1740 – 1786), дъщеря на херцог Ернст Август I (1688 – 1748). Негов кръстник, заедно с други князе, е датският крал Фридрих V.
След смъртта на баща му от 1780 до 1787 г. Фридрих е под опекунството на роднината му принц генерал Йозеф Фридрих (1702 – 1787). През 1785 г. Фридрих става генерал на кайзера във Виена.
На 3 септември 1785 г. в Хилдбургхаузен Йозеф Фридрих го жени за 15-годишната принцеса Шарлота Георгина Луиза фон Мекленбург-Щрелиц (1769−1818), дъщеря на херцог Карл II от Мекленбург-Щрелиц и принцеса Фридерика Каролина Луиза фон Хесен-Дармщат. Тя е сестра на Луиза, от 1797 г. кралица на Прусия. Скоро той се отнася студено с по-умната си съпруга. Пруската кралска двойка, Фридрих Вилхелм III и нейната сестра Луиза, ги посещава през 1803 и 1805 г. в Хилдбургхаузен.
След смъртта на Йозеф той поема сам управлението на 4 януари 1787 г. Фридрих подобрява училищната система, влиза през 1806 г. в Рейнския съюз и 1815 г. в Германския съюз. През 1826 г. Саксония-Хилдбургхаузен попада към Саксония-Майнинген. Херцог Фридрих фон Саксония-Хилдбургхаузен поема затова Херцогство Саксония-Алтенбург като Фридрих I. На 23 ноември 1826 г. той се мести в Алтенбург.
От 1830 г. той включва в управлението най-големия си син Йозеф. През 1834 г. Фридрих умира в Хумелсхайн на 71-годищна възраст.

## Деца
Фридрих и Шарлота Георгина Луиза имат 12 деца:
- Фридрих (1786 – 1786)
- Шарлота (1787 – 1847)
∞ 1805 принц Паул фон Вюртемберг (1785 – 1852)
- Августа (1788 – 1788)
- Йозеф (1789 – 1868), херцог на Саксония-Алтенбург
∞ 1817 херцогиня Амалия фон Вюртемберг (1799 – 1848)
- Фридерика (1791 – 1791)
- Тереза (1792 – 1854)
∞ 1810 г. в Мюнхен за крал Лудвиг I от Бавария (1786 – 1868)
- Луиза (1794 – 1825)
∞ 1813 херцог Вилхелм фон Насау (1792 – 1839)
- Франц (1795 – 1800)
- Георг (1796 – 1853), херцог на Саксония-Алтенбург
∞ 1825 херцогиня Мария фон Мекленбург-Шверин (1803 – 1862)
- Фридрих (1801 – 1870)
- Максимилиан (1803 – 1803)
- Едуард (1804 – 1852)
∞ 1. 1835 принцеса Амалия фон Хоенцолерн-Зигмаринген (1815 – 1841)
∞ 2. 1842 принцеса Луиза Ройс цу Грайц (1822 – 1875)